# Troglohyphantes lucifuga
Troglohyphantes lucifuga är en spindelart som först beskrevs av Simon 1884.  Troglohyphantes lucifuga ingår i släktet Troglohyphantes och familjen täckvävarspindlar. Inga underarter finns listade i Catalogue of Life.